# Melitta bicollaris
Melitta bicollaris là một loài ong trong họ Melittidae. Loài này được Warncke miêu tả khoa học đầu tiên năm 1973.